# Hórreos de Agripa
Hórreos de Agripa (em latim: Horrea Agrippiana) era um grande edifício localizado perto do Fórum Romano no local onde o Vico Toscano se virava na direção da região do Velabro. Um hórreo era uma espécie de armazém comercial ou de cereais na antiga Roma.

## História
Os Hórreos, vizinhos da igreja de Santa Maria Antiqua e dos edifícios domicianos no Fórum, foram construídos por Marco Vipsânio Agripa durante o reinado de Augusto e tinha por objetivo armazenar cereais.
Uma inscrição recorda a dedicação do edifício a três comerciantes e ao próprio Agripa. Uma outra inscrição recuperada no local na base de uma estátua também cita os Hórreos de Agripa.
O edifício em si foi construído em torno de um grande pátio central e era cercado de pequenos espaços comerciais (tabernas). A região era, na realidade, uma das mais movimentadas de Roma, cheia de lojas e empresas comerciais de todos os tipos.